# Tricholontha papagena
Tricholontha papagena är en skalbaggsart som beskrevs av Shuhei Nomura 1952. Tricholontha papagena ingår i släktet Tricholontha och familjen Melolonthidae. Inga underarter finns listade i Catalogue of Life.